# Victorville, California
Victorville, California là một thành phố tại quận quận San Bernardino, tiểu bang California, Hoa Kỳ. Thành phố nằm trong Vùng Đại Los Angeles. Dân số theo điều tra năm 2005 của Cục điều tra dân số Hoa Kỳ là 98.662 người, dân số theo điều tra năm 2010 là 115.903 người, diện tích là km2. 
Victorville nằm ở rìa phía tây nam của sa mạc Mojave, 81 dặm (130 km) phía đông bắc của Los Angeles 34 dặm (55 km) về phía nam của Barstow, 48 dặm (77 km) về phía đông của Palmdale, và 37 dặm (60 km) về phía bắc của San Bernardino qua đèo Cajon trên đường Interstate 15. Victorville là vị trí của văn phòng của "Chi nhánh sa mạc Mojave" của chính quyền quận San Bernardino.
Victorville giáp của Apple Valley ở phía đông, Hesperia về phía nam, và Adelanto về phía tây. Mojave sông chảy không thường xuyên thông qua Victorville. Độ cao tại tòa thị chính là khoảng 2.950 feet (900 m) trên mực nước biển.